# Usípetes
Los usípetes (en latín, Usipetes; también aparecen como Usipi, usipos) fueron una tribu germánica emparentada con los téncteros, con los que vivieron durante un tiempo, hasta que cruzaron juntos el Rin y fueron atacados y derrotados por Julio César.
Después del desastre los usípetes supervivientes se retiraron allende el río y fueron acogidos por los sugambros, que les cedieron un distrito al norte del río Luppia, donde antes habían vivido los camavios y los tubantes, en el que habitaron hasta los tiempos de Tácito (segunda mitad del siglo I). Estrabón los llama ousipoi y Ptolomeo Ouispoi (vispi), y de sus relatos parece que los usípetes emigraron hacia el sur, a la zona del alto Rin según Ptolomeo. El año 70 participaron en el asedio de Mogontiacum (actual Maguncia) y en 83 un contingente de este pueblo sirvió en el ejército romano en Britania. A partir del siglo II ya no vuelven a ser mencionados.